# Petőfiszállás
Petőfiszállás là một thị trấn thuộc hạt Bács-Kiskun, Hungary. Thị trấn này có diện tích 67,79 km², dân số năm 2010 là 1479 người, mật độ 22 người/km².